# Paul Lazarsfeld
Paul Felix Lazarsfeld (Viena, 13 de Fevereiro de 1901 – Nova Iorque, 30 de Agosto de 1976) foi um sociólogo americano. As muitas contribuições de Lazarsfeld ao método sociológico lhe renderam o título de "fundador da moderna sociologia empírica".  Lazarsfeld fez grandes progressos na análise de pesquisas estatísticas, métodos de painel, análise de estrutura latente e análise contextual. Ele também é considerado um co-fundador da sociologia matemática. Muitas de suas ideias foram tão influentes a ponto de agora serem consideradas óbvias.

## Biografia

### Influências
O pai de Lazarsfed, um advogado de classe média, era um socialista ativo, e a casa dos Lazarfeld era um ponto de encontro de intelectuais e  artistas de correntes políticas diversas como Max Adler, Victor Adler, Friedrich Adler, Otto Bauer, Karl Renner, os poetas Rilke, Stefan George e a educadora Eugenie Schwarzwald entre outros.
O ambiente cultural em Viena durante a juventude de Paul Lazarsfeld era intenso e criativo. Enquanto Goldmark, Gustav Mahler, Schönberg inovavam a música clássica, Oscar Strauss, Leo Fall e Kalman traziam novos elementos para a valsa e a ópera. Na literatura, escritores como Hofmannsthal, Arthur Schnitzler, Beer Hofmann, Peter Altenberg influenciavam a Europa, ao mesmo tempo em que Sonnenthal e Max Reinhardt renovavam a fama de Viena como centro do teatro mundial. Era um período notadamente influenciado por Freud e pela psicanálise.
Nesta atmosfera rica em estímulos culturais e políticos diversos, Lazarsfeld formou seu interesse acadêmico interdisciplinar que o levou da Matemática pura à Sociologia, Psicologia e ao interesses pelos estudos sobre Meios de Comunicação. Além disso, discorreu também sobre Ciências Políticas e Metodologia das Ciências Sociais.
Nas reuniões do círculo de amigos de Eugenie Schwarzwald, Lazarsfeld, então um jovem universitário do curso de Matemática Pura, conheceu o psicólogo e socialista Alfred Adler, um intelectual que, tal como Freud,  gozava de grande prestígio na Áustria das primeiras décadas do século XX.
Lazarsfeld começou a participar com assiduidade dos seminários organizados por Alfred Adler, que despertaram nele um interesse por buscar uma aproximação entre a Matemática e a Psicologia. Lazarsfeld pôs-se a elaborar uma forma de análise estatística de série de testes mentais. Adler ôpos-se veementemente ao uso da estatística na Psicologia e esta crítica afastou Lazarsfeld dos seminários. No entanto, o interesse pelo uso de método quantitativo para o estudo de questões psicológicas e mais tarde também sociológicas permaneceram presentes em sua formação.
As discussões organizadas por Eugenie Schwarzwald tinham como tema principal a educação e a problema da formação dos jovens. Lazarsfeld interessava-se por este tema e junto com outro jovem universitário frequentador do círculo de Shwarzwald, Ludwig Wagner, começou uma estreita colaboração para desenvolver análises estatísticas aplicadas ao estudo psicológico dos problemas relativos à juventude. Ambos encontraram apoio em Siegfried Bernfeld, intelectual pioneiro no estudo sobre jovens na Áustria.

### Doutoramento
Lazarsfeld foi educado na Universidade de Viena, onde obteve em 1925 o seu Doutoramento em Matemática Aplicada com uma tese intitulada "Die Perihewegung des Merkur" (publicada na Revista "Zeitsdhrift für Phisik") que procurava apresentar uma solução matemática à função  einsteineana sobre o movimento na órbita do planeta Mercúrio a partir do cálculo do seu perigeu. Após o doutoramento, fundou, em 1929, um instituto de pesquisa para psicologia social aplicada na capital austríaca.

### Universidade Princeton
Em 1933 emigrou para os Estados Unidos, foi director do Gabinete de Pesquisa Radiofónica na Universidade de Princeton depois de receber um fundo da Fundação Rockfeller para a pesquisa sobre Sociologia e Psicologia associada à comunicação.

### Universidade Columbia
Em 1940, o seu projecto "mudou-se" para a Universidade Columbia, onde o seu gabinete foi denominado "Bureau of Applied Social Research". Foi docente do departamento de sociologia dessa universidade até 1970. Na Escola de Columbia, foi o precursor de uma corrente do estudos da comunicação iniciada em 1940.

### Macy Conferences
Entre os anos de 1946 e 1953, Paul Lazarsfeld integrou o grupo reunido sob o nome de Macy Conferences, contribuindo para a consolidação da teoria cibernética junto com outros cientistas renomados: Arturo Rosenblueth, Gregory Bateson, Heinz von Foerster, John von Neumann , Julian Bigelow, Kurt Lewin, Lawrence Kubie, Lawrence K. Frank, Leonard J. Savage, Margaret Mead, Molly Harrower, Norbert Wiener, Ralph W. Gerard, Walter Pitts, Warren McCulloch e William Ross Ashby; além de Claude Shannon, Erik Erikson e Max Delbrück.